# رافال بيترزاك
رافال بيترزاك (بالبولندية: Rafał Pietrzak) هو لاعب كرة قدم بولندي في مركز الوسط، ولد في 30 يناير 1992 في سوسنوفييتس في بولندا. شارك مع منتخب بولندا تحت 16 سنة لكرة القدم ومنتخب بولندا تحت 17 سنة لكرة القدم ومنتخب بولندا تحت 18 سنة لكرة القدم ومنتخب بولندا تحت 19 سنة لكرة القدم. أما مع النوادي، فقد لعب مع بياست غليفيتسه وزاغليبي سوسنويتش وغورنيك زابجه وفيسوا كراكوف وليخيا غدانسك.

## وصلات خارجية
- رافال بيترزاك على موقع الاتحاد الأوربي (الإنجليزية)
- رافال بيترزاك على موقع قاعدة بيانات كرة القدم.إي يو (الإنجليزية)
- رافال بيترزاك على موقع ناشيونال فوتبول تيمز (الإنجليزية)
- رافال بيترزاك على موقع Soccerway.com (الإنجليزية)